# Crotalaria nyikensis
Crotalaria nyikensis är en ärtväxtart som beskrevs av John Gilbert Baker. Crotalaria nyikensis ingår i släktet sunnhampor, och familjen ärtväxter. Inga underarter finns listade i Catalogue of Life.